# Port Ludlow
Port Ludlow é uma Região censo-designada localizada no estado norte-americano de Washington, no Condado de Jefferson.

## Demografia
Segundo o censo norte-americano de 2000, a sua população era de 1968 habitantes.

## Geografia
De acordo com o United States Census Bureau tem uma área de
36,4 km², dos quais 29,6 km² cobertos por terra e 6,8 km² cobertos por água. Port Ludlow localiza-se a aproximadamente 57 m acima do nível do mar.

## Localidades na vizinhança
O diagrama seguinte representa as localidades num raio de 20 km ao redor de Port Ludlow.